# Comuna Vîsoka Vakulivka, Kozelșciîna
Vîsoka Vakulivka (în ucraineană Висока Вакулівка) este o comună în raionul Kozelșciîna, regiunea Poltava, Ucraina, formată din satele Dovhe, Iurivka, Mareanivka și Vîsoka Vakulivka (reședința).

## Demografie
Componența lingvistică a comunei Vîsoka Vakulivka
     Ucraineană (97,28%)
     Rusă (2,62%)
Conform recensământului din 2001, majoritatea populației comunei Vîsoka Vakulivka era vorbitoare de ucraineană (97,28%), existând în minoritate și vorbitori de rusă (2,62%).